# پایگاه ملی هوایی کلاگ
پایگاه ملی هوایی کلاگ (به انگلیسی: Kellogg Air National Guard Base) یک فرودگاه است . این فرودگاه در کشور ایالات متحده آمریکا قرار دارد .